# Gold State Coach

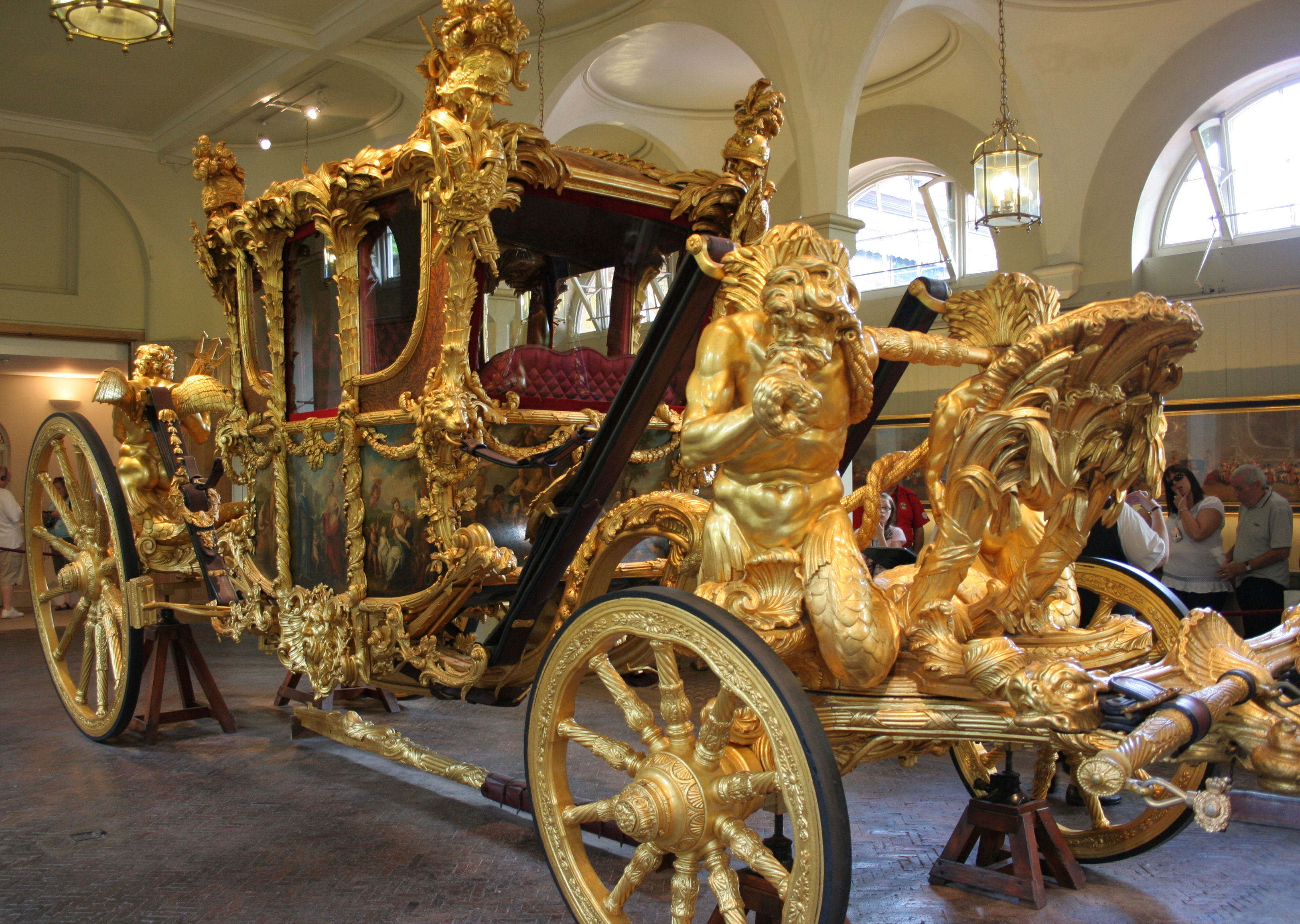
Il Gold State Coach (carrozza di stato dorata)

La Gold State Coach è una carrozza chiusa, trainata da otto cavalli, della famiglia reale britannica. Venne costruita dal londinese Samuel Butler nel 1762 e venne pagata 7.562 sterline, pari a 1,08 milioni di sterline al cambio del 2014 (aggiustamento per inflazione).
La carrozza è stata usata per la cerimonia di incoronazione di ogni monarca britannico da Giorgio IV. La vetustà della carrozza, il suo grande peso e la mancanza di manovrabilità ne hanno limitato il suo utilizzo alle sole grandi occasioni statali come incoronazioni, matrimoni reali e giubilei di un monarca. Fino alla Seconda Guerra mondiale, la carrozza era il trasporto usuale del monarca per e dal Parlamento alla State Opening (ceremonia di apertura).
La carrozza si trova nelle Royal Mews di Buckingham Palace ed è visibile al pubblico.

## Descrizione

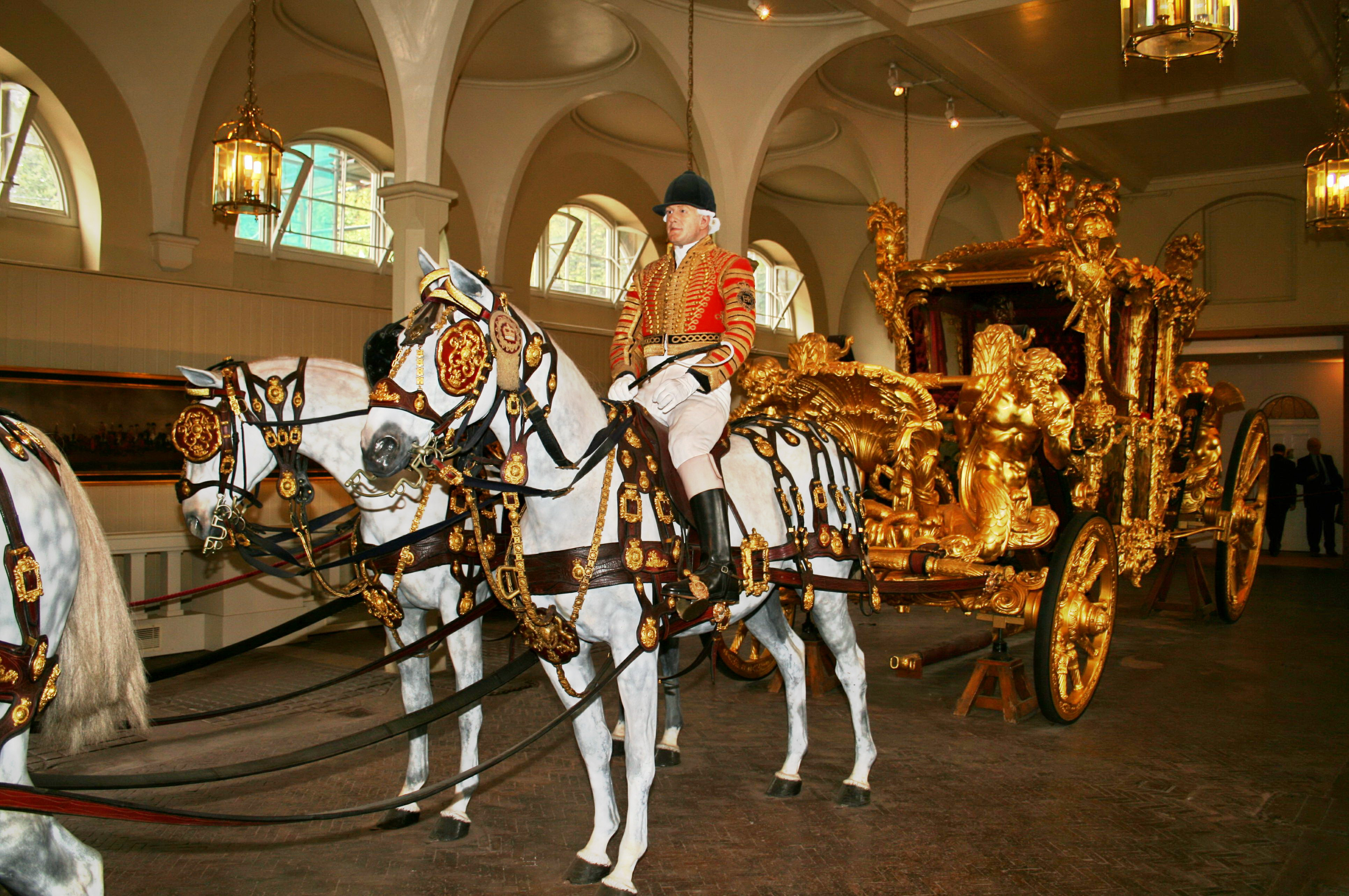
A causa del peso della carrozza, la Gold State Coach deve essere trainata da otto cavalli.

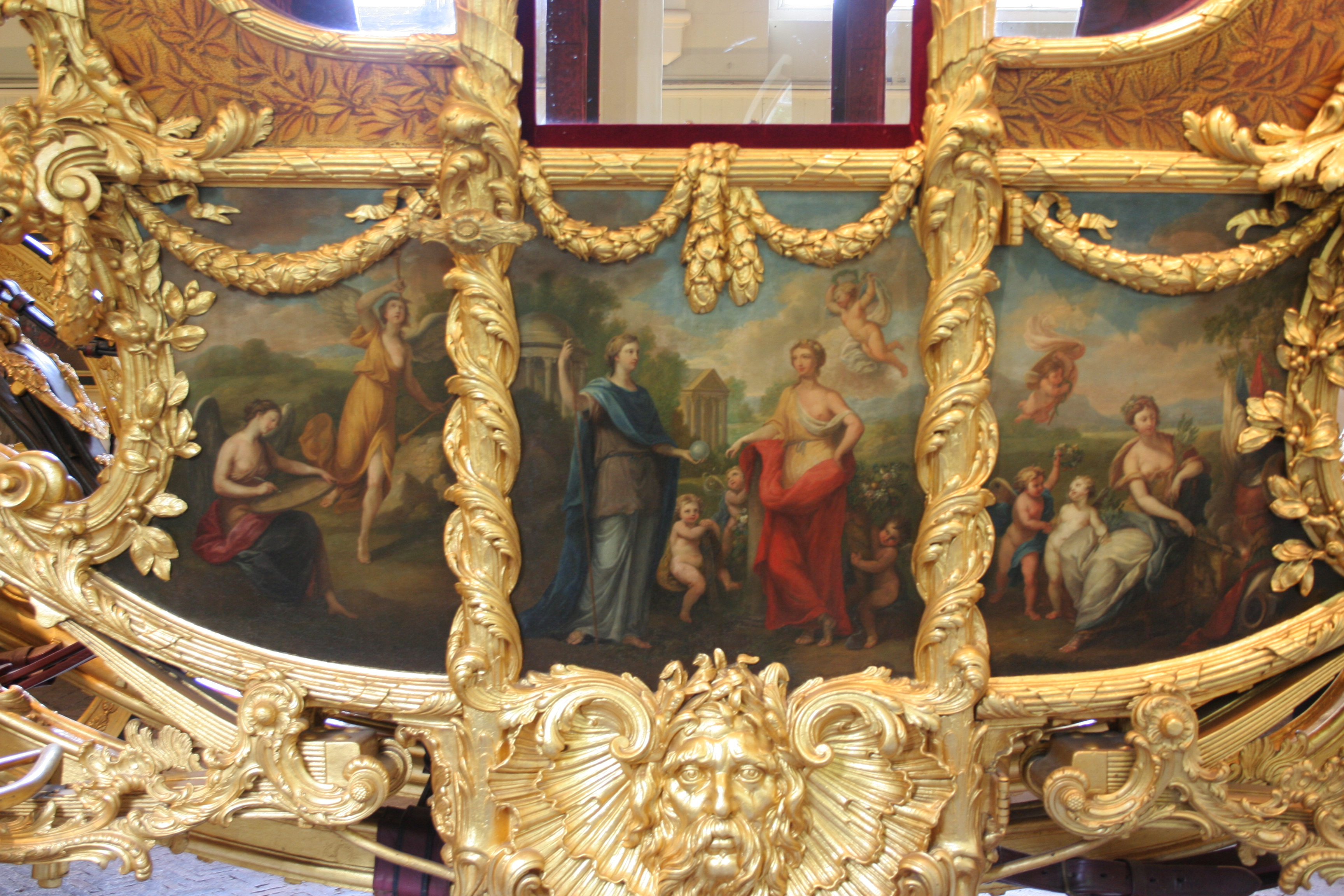
Un particolare dei dipinti di Giovanni Cipriani

Dal peso di 4 tonnellate, è lunga 8 metri e alta 4. Ricoperta di foglia d'oro, è decorata con pannelli dipinti da Giovanni Battista Cipriani e con ricche sculture, anch'esse dorate, tra cui tre cherubini sul tetto (che rappresentano l'Inghilterra, l'Irlanda e la Scozia) e quattro  tritoni, uno ad ogni angolo (che rappresentano il potere imperiale della Gran Bretagna). Il corpo della carrozza è sostenuto da cinghie coperte di pellame e decorate con fibbie dorate, mentre l'interno è rivestito in velluto e raso di seta. 
La Gold State Coach è trainata da un gruppo di otto cavalli che indossano paramenti in cuoio rosso ed in origine era guidata da un cocchiere. Al giorno d'oggi invece, oltre al cocchiere, gli otto cavalli sono disposti in quattro coppie e montate ognuna da un postiglione.. 
Poiché la Gold State Coach è sospesa su cinghie, manca dei più moderni comfort come la Carrozza di Stato australiana o la Diamond Jubilee State Coach che hanno alzacristalli elettrici, riscaldamento e stabilizzatori idraulici.
Secondo il re  Guglielmo IV (ex ufficiale di marina), stare sulla Gold State Coach era come essere a bordo di una nave "in un mare agitato", mentre la Regina Vittoria si lamentava delle "oscillazioni angoscianti" della cabina e spesso si rifiutò di usare la Gold State Coach. 
Re Giorgio VI disse che il suo viaggio dal palazzo all'Abbazia di Westminster, per la sua incoronazione, fu "una delle corse più scomode che abbia mai avuto in vita mia".
Proprio quest'ultimo monarca fece revisionare la carrozza dopo la seconda guerra mondiale, inserendo delle ruote in gomma al posto di quelle ricoperte in ferro, permettendo un maggior comfort per i passeggeri.
La Gold State Coach è stata usata fino all'incoronazione della Regina Elisabetta II, che la impiegò anche in occasione dei suoi Giubilei d'Argento e d'Oro. La regina disse che il suo viaggio nella carrozza all'incoronazione stato "orribile" e "non molto confortevole", motivo per il quale la Gold State Coach non venne quindi usata per suo Giubileo di Diamante.
La carrozza è guidata da quattro postiglioni, nove stallieri a piedi (otto dei quali camminano a fianco dei cavalli, mentre uno che segue la carrozza), sei lacchè (servitori) e quattro Yeomen of the Guard, che tengono in mano la loro pesante partigiana. Gli otto stallieri portano dei bastoni storti per tenere le cinghie (che collegano i cavalli) dritte quando la carrozza fa una curva. Il cocchiere reale é tradizionalmente ben rasato, mentre i cavalli sono sempre grigi.